# Videomapping

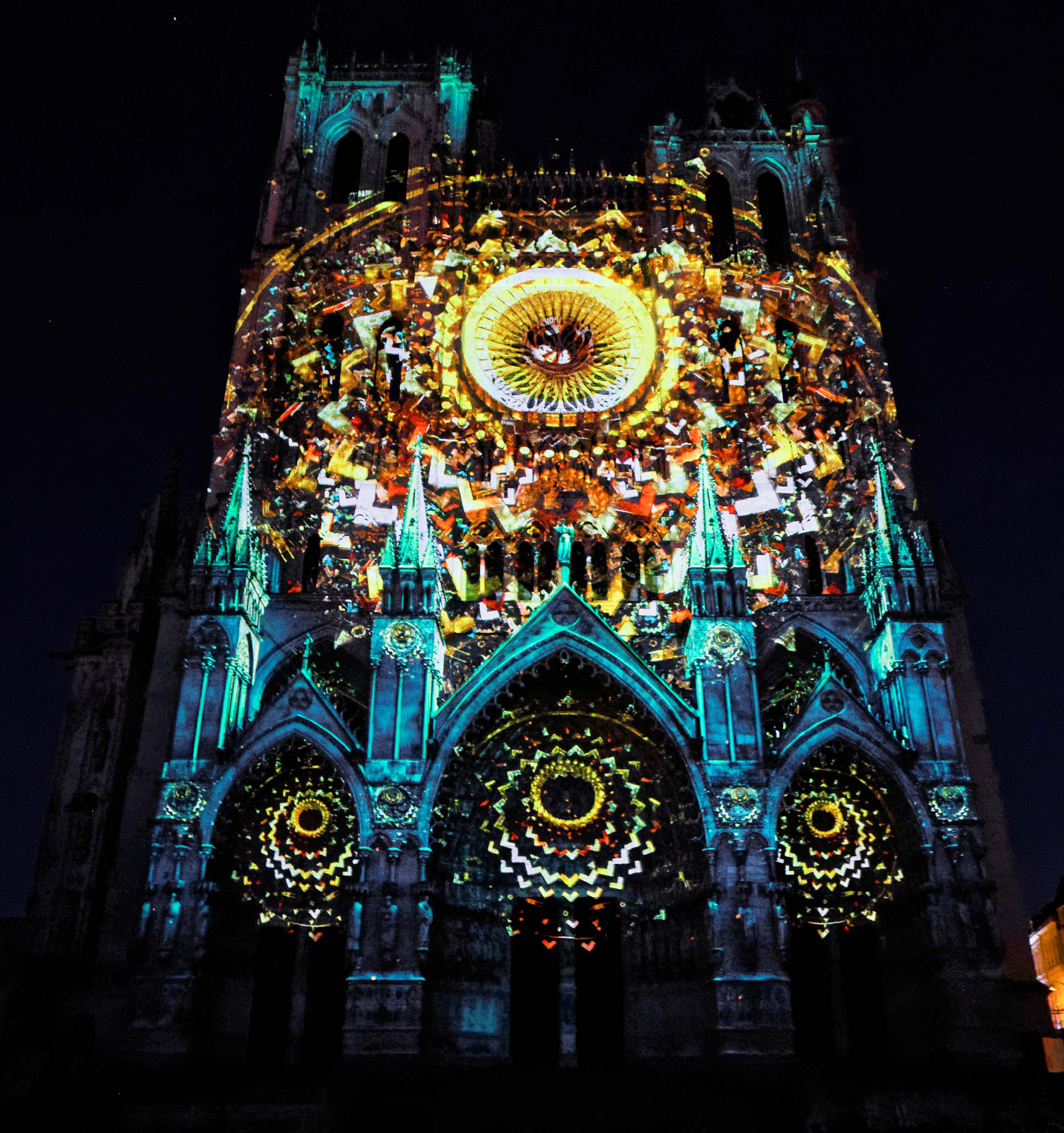
Videomapping na exteriér katedrály Notre-Dame v Amiens, Francie

Videomapping je směr vizuálního umění, které využívá projekci ve volném prostoru na libovolné objekty, např. fasády domů nebo interiéry budov.

## Cíle a prostředky
Pro realizaci videomappingu jsou potřeba silné projektory, odpovídající programové vybavení a tma nebo alespoň šero.
Pro přípravu kvalitní projekce je nutná předchozí znalost scény, často jsou vytvářeny 3D modely prostoru budovy nebo fasády domu, aby bylo docíleno dokonalého splynutí světelného divadla se scénou. Výsledek poté připomíná sekvence filmu, ve kterém se reálná kulisa prolíná s virtuálním dějem, např. z fasády domu se vynořují jednotlivé cihly, z oken se vyklánějí lidé a vylétají předměty, ze střechy stéká vodopád, atd.
Obecně hlavním smyslem videomappingu jsou projekce, které spolupracují s vybraným objektem a usilují o rozbití vnímání perspektivy u diváka. Pomocí projektorů lze zakřivit a zdůraznit jakýkoliv tvar, linii nebo prostor.
Princip mocného 3D dojmu spočívá ve hře s umělými „stíny“: Objekt, který je iluzorně v popředí, je fakticky tvořen jen světlem, stíny vrhat nemůže. Hloubku prostoru však lze vykreslit imitací stínů objektu.

## Použití v praxi
Videomapping může být využit například pro zatraktivnění kulturních událostí a festivalů či v reklamě.
Jedna z nejvýraznějších událostí, pří které byl videomapping představen široké veřejnosti byla projekce na Staroměstský orloj u příležitosti 600. výročí z dílny tvůrců The Macula. Kromě jednorázových akcí typu Signal Festival je dnes[kdy?] možné zajistit i permanentní projekce či jeho využití k reklamním účelům.
V roce 2019 rozhodli radní Prahy, hlavního města České republiky, že místo ohňostroje bude město na Nový rok pořádat videomapping.